# Nothobranchius fuscotaeniatus
Nothobranchius fuscotaeniatus es una especie de pez de agua dulce de la familia de los notobránquidos, miembro del orden de los ciprinodontiformes.

## Morfología
Los machos pueden alcanzar los 3,3 cm de longitud total.

## Distribución geográfica
Se encuentran en ríos de Tanzania (África).